# NGC 393
NGC 393 is een elliptisch sterrenstelsel in het sterrenbeeld Andromeda. Het hemelobject ligt ongeveer 280 miljoen lichtjaar van de Aarde verwijderd en werd op 5 oktober 1784 ontdekt door de Duits-Britse astronoom William Herschel.

## Synoniemen
- PGC 4061
- UGC 707
- MCG 6-3-15
- ZWG 520.18
- 5ZW 52